# Désert de Muyunkum

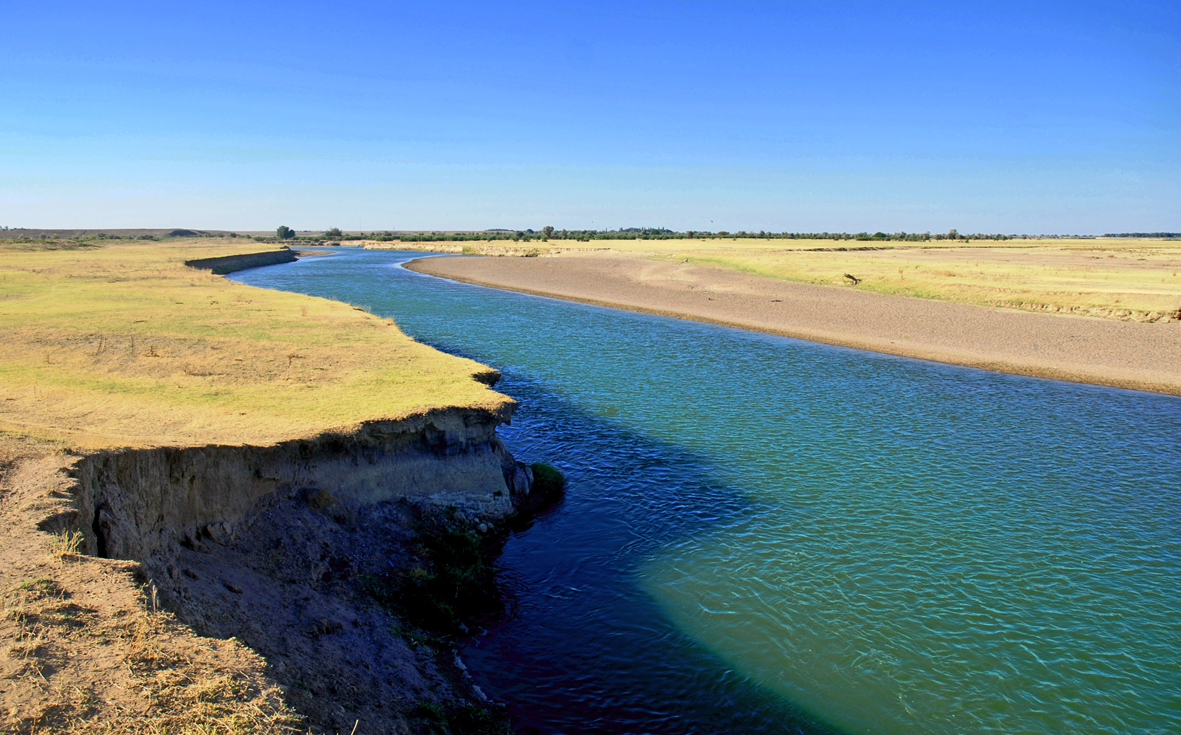
Fleuve Tchou délimitant le désert de Muyunkum au Nord.

Le désert de Muyunkum se trouve dans les oblys de Djamboul et du Turkestan du sud du Kazakhstan en Asie centrale. Il est connu pour receler des gisements d'uranium, exploités notamment par la société franco-kazakh KATCO dans les mines d'uranium de Tortkuduk et de Muyunkum, ainsi que les Mines d'Inkai et de South Inkai exploitées conjointement par Kazatomprom, Uranium One et Cameco
Il s'étend du fleuve Tchou au nord jusqu'aux Montagnes Karataou et au Kirghizistan au sud. Son altitude varie de 300 m au nord jusqu'à 700 m au sud-est
Le climat est désertique et continental. En janvier, les températures descendent jusqu'à −40 °C. En juillet, elles montent jusqu'à 50 °C.
Les plantes les plus courantes dans ce désert sont notamment la saxaul, l'astragale, l'herbe de feu et la cypéracée.